# Чураєв Віктор Михайлович
Віктор Михайлович Чураєв (19 листопада 1904, місто Білгород Курської губернії, тепер Білгородської області Російська Федерація — 26 лютого 1982, Москва) — український радянський партійний діяч. Член ЦК КП(б)У в 1949—1952 р. Кандидат у члени ЦК КПРС в 1956—1961 р. Член ЦК КПРС у 1961—1971 р. Член Центральної ревізійної комісії КПРС у 1971—1981 р. Член Бюро ЦК КПРС по РРФСР з 27 лютого 1956 по 23 листопада 1962 року. Депутат Верховної Ради СРСР 2—6-го скликань. Депутат Верховної Ради РРФСР 5-го скликання. Депутат Верховної Ради УРСР 2-го скликання.

## Біографія
Народився в родині робітника-залізничника станції Білгород. Розпочав трудову діяльність у 1922 році робітником-чорноробом депо станції Білгород. З 1923 по 1926 рік був музикантом залізничного клубу, а з 1926 по 1929 рік — слюсарем депо залізничної станції Білгород.
Член ВКП(б) з 1929 року.
У 1929 році — слухач робітничого факультету. З 1929 по 1935 рік — студент машинобудівного факультету Харківського інженерно-економічного інституту, здобув фах інженера із холодної обробки металу і технормування.
У 1935—1938 роках — майстер, начальник цеху, головний механік Харківського верстатоінструментального заводу «Гідропривод».
Одночасно з 1937 по 1941 рік — студент Українського заочного індустріального інституту в Харкові.
У 1938—1939 роках — помічник начальника цеху Харківського заводу імені Комінтерну.
До жовтня 1939 року — завідувач промислово-транспортного відділу Харківського обласного комітету КП(б)У. У жовтні 1939 року — заступник завідувача організаційно-інструкторського відділу Харківського обласного комітету КП(б)У.
У жовтні 1939 — березні 1940 року — 1-й секретар Сталінського районного комітету КП(б)У міста Харкова.
У березні 1940—1941 роках — 2-й секретар Харківського міського комітету КП(б)У. У 1941 році закінчив заочно Український індустріальний інститут у Харкові та здобув фах інженера-механіка.
У листопаді 1941 — грудні 1942 року — на політичній роботі в Червоній армії, уповноважений оперативної групи Військової Ради Південно-Західного, потім Воронезького фронтів. Учасник німецько-радянської війни.
З 5 грудня 1942 по лютий 1943 року — відповідальний організатор відділу кадрів партійних органів Управління кадрів ЦК ВКП(б).
У лютому 1943 — лютому 1944 року — 2-й секретар Харківського міського комітету КП(б)У.
У лютому 1944 — червні 1948 року — 1-й секретар Харківського обласного і міського комітетів КП(б) України.
13 липня — 25 грудня 1948 року — завідувач відділу машинобудування ЦК ВКП(б) у Москві.
У грудні 1948 — 11 травня 1950 року — 1-й секретар Харківського обласного і міського комітетів КП(б) України.
У квітні 1950 — травні 1951 року — слухач Курсів перепідготовки при ЦК ВКП(б). З травня по липень 1951 року перебував у розпорядженні ЦК КП(б) України: інспектор ЦК КП(б)У.
24 липня 1951 — 11 грудня 1952 року — інспектор ЦК ВКП(б). З 11 грудня 1952 по квітень 1953 року — завідувач підвідділу відділу партійних, профспілкових та комсомольських органів ЦК КПРС. З квітня 1953 по липень 1954 року — заступник завідувача відділу партійних, профспілкових та комсомольських органів ЦК КПРС.
29 липня 1954 — 25 лютого 1955 року — 1-й заступник завідувача відділу партійних органів ЦК КПРС по РРФСР. 25 лютого 1955 — 10 вересня 1959 року — завідувач відділу партійних органів ЦК КПРС по РРФСР.
10 вересня 1959 — 8 лютого 1961 року — завідувач відділу партійних органів ЦК КПРС по союзних республіках. Заступник голови Бюро ЦК КПРС по РРФСР у лютому — жовтні 1961 року.
12 грудня 1962 — грудень 1965 року — 1-й заступник голови Комітету партійно-державного контролю Бюро ЦК КПРС по РРФСР і Ради Міністрів РРФСР. У грудні 1965 — квітні 1966 року — 1-й заступник голови Комітету народного контролю РРФСР. З квітня 1966 по лютий 1967 року — в розпорядженні Ради міністрів РРФСР.
21 лютого 1967 — 6 серпня 1981 року — заступник голови Комітету народного контролю СРСР.
З серпня 1981 року — на пенсії в Москві.

## Звання
- військовий технік 1-го рангу

## Нагороди
- п'ять орденів Леніна (28.08.1944, 23.01.1948, 1955, 18.11.1964, 18.11.1974)
- орден Вітчизняної війни ІІ ст. (26.08.1943)
- орден Жовтневої Революції (1971)
- орден Трудового Червоного Прапора (11.01.1957)
- орден Дружби народів (16.11.1979)
- медаль «Партизанові Вітчизняної війни» І ст.
- медаль «За перемогу над Німеччиною у Великій Вітчизняній війні 1941—1945 рр.»
- медаль «За доблесну працю у Великій Вітчизняній війні 1941—1945 рр.»
- медалі